# Gwiazdosz węgierski
Gwiazdosz węgierski (Geastrum hungaricum Hollós) – gatunek grzybów należący do rodziny gwiazdoszowatych (Geastraceae).

## Systematyka i nazewnictwo
Pozycja w klasyfikacji według Index Fungorum: Geastrum, Geastraceae, Geastrales, Phallomycetidae, Agaricomycetes, Agaricomycotina, Basidiomycota, Fungi.
Po raz pierwszy takson ten opisał w 1889 r. László Hollós. Według Index Fungorum jest to takson niepewny.

## Morfologia
OwocnikPoczątkowo kulisty i całkowicie schowany w podłożu. Egzoperydium 2–10 mm, podczas dojrzewania pęka głęboko na 7–8 ramion, które rozchylają się na boki, wskutek czego średnica owocnika dochodzi do 8–21 mm. Ma barwę białą na zewnątrz, a w środku ochrowożółty, później brązową i jest silnie higrofaniczne; ramiona owocników w stanie wilgotnym są płasko rozpostarte na ziemi, u owocników w stanie suchym, lub starszych są silnie podwinięte w dół. Endoperydium w kolorach brązu do szarości, najpierw ziarniste, później gładkie.
Gatunki podobneGwiazdosz węgierski jest jednym z najmniejszych polskich gwiazdoszy. Można go pomylić głównie z innymi małymi gwiazdoszami. Gwiazdosz kwiatuszkowaty (Geastrum hungaricum) również ma wyraźnie wyodrębniony perystom, ale jest większy od gwiazdosza węgierskiego. Obydwa gatunki odróżniają się także cechami mikroskopowymi.

## Występowanie i siedlisko
Rzadki w całej Europie, przypuszczalnie najliczniejszy na Węgrzech. W Polsce i na Węgrzech gatunek podlega ochronie ścisłej.
Występuje na suchych pastwiskach, na opustoszałych terenach piaszczystych i skalistych, w towarzystwie mchu i porostów. Owocniki tworzy głównie od sierpnia do października. Są trwałe przez wiele tygodni.